# Lil Red Riding Hood
Lil Red Riding Hood é o segundo álbum de estúdio da rapper norte-americana Jacki-O, lançado em 24 de fevereiro de 2009 pela JackMove/EMI. 

## Faixas
1. "Skit" - 1:46
2. "Picture Perfect" - 3:20
3. "Change Gonna Come" - 3:58
4. "She Wanna Be a Strippa" - 3:56
5. "If I Had a Son" - 3:38
6. "Baby Mama" - 3:27
7. "F**K Wit Me" - 4:12
8. "Pay Yo Dues" - 3:51
9. "Situations" - 3:47
10. "I Got Yo Boyfriend" - 3:17
11. "F#%K N!&@A" - 4:47
12. "Take Me Higher" (feat. Kymani Marley) - 4:33
13. "Turning Headz" (feat. Bright Eye) - 4:13